# Triumfetta lappula
Triumfetta lappula är en malvaväxtart som beskrevs av Carl von Linné. Triumfetta lappula ingår i släktet triumfettor, och familjen malvaväxter. Inga underarter finns listade i Catalogue of Life.